# 青山幸通
青山 幸通（あおやま よしみち、元和5年（1619年） - 延宝4年10月2日（1676年11月7日））は、江戸時代前期の旗本・寄合。官位は従五位下、丹後守。通称は左近、喜右衛門。妻は松平忠直（桜井松平家）の娘、杉原長房の娘、伊丹勝長の娘。子に秘成、亀之丞、娘（青山忠重室）、娘（天野長頼室）がいる。

## 生涯
元和5年（1619年）、同年の加増により大名となった青山幸成の二男として誕生した。母は福永氏。父・幸成は寛永20年（1643年）に死去する前に次男・幸通、三男・幸正、四男・幸高にそれぞれ3000石、2000石、1000石を分与して青山三分家を創設し、2月16日に死去した。家督を継いだ長男・幸利は遺言を守り、同年6月7日、弟に領地を分与した。幸通は、摂津国川辺郡・武庫郡内3,000石を分知され、別家を創設した。
正保2年（1645年）、徳川家綱の小姓となる。慶安4年（1651年）8月16日、従五位下丹後守に叙任される。明暦2年（1656年）7月9日に小姓組番頭、万治元年（1658年）6月21日に書院番頭に任ぜられる。
延宝4年（1676年）、死去。享年58。家督は長男・秘成が継いだ。